# Anslow
Anslow es una parroquia civil y un pueblo del distrito de East Staffordshire, en el condado de Staffordshire (Inglaterra).

## Geografía
Según la Oficina Nacional de Estadística británica, Anslow tiene una superficie de 10,97 km².

## Demografía
Según el censo de 2001, Anslow tenía 669 habitantes (49,18% varones, 50,82% mujeres) y una densidad de población de 60,98 hab/km². El 15,84% eran menores de 16 años, el 75,64% tenían entre 16 y 74, y el 8,52% eran mayores de 74. La media de edad era de 44,44 años. Del total de habitantes con 16 o más años, el 20,07% estaban solteros, el 66,61% casados, y el 13,32% divorciados o viudos.
Todos los habitantes eran blancos y la mayor parte (97,77%) originarios del Reino Unido. El resto de países europeos englobaban al 1,19% de la población, mientras que el 1,04% había nacido en cualquier otro lugar. El cristianismo era profesado por el 83,23%, mientras que el 9,13% no eran religiosos y el 7,19% no marcaron ninguna opción en el censo.
Había 273 hogares con residentes y 10 vacíos.